# Pinus pumila
Pinus pumila, llamado pino enano siberiano, es una especie de árbol perteneciente al género Pinus, oriunda de las regiones subalpinas del noreste de Asia, incluyendo Siberia, el oeste de Rusia y la isla de Sajalín, noreste de China, península de Corea y Japón.

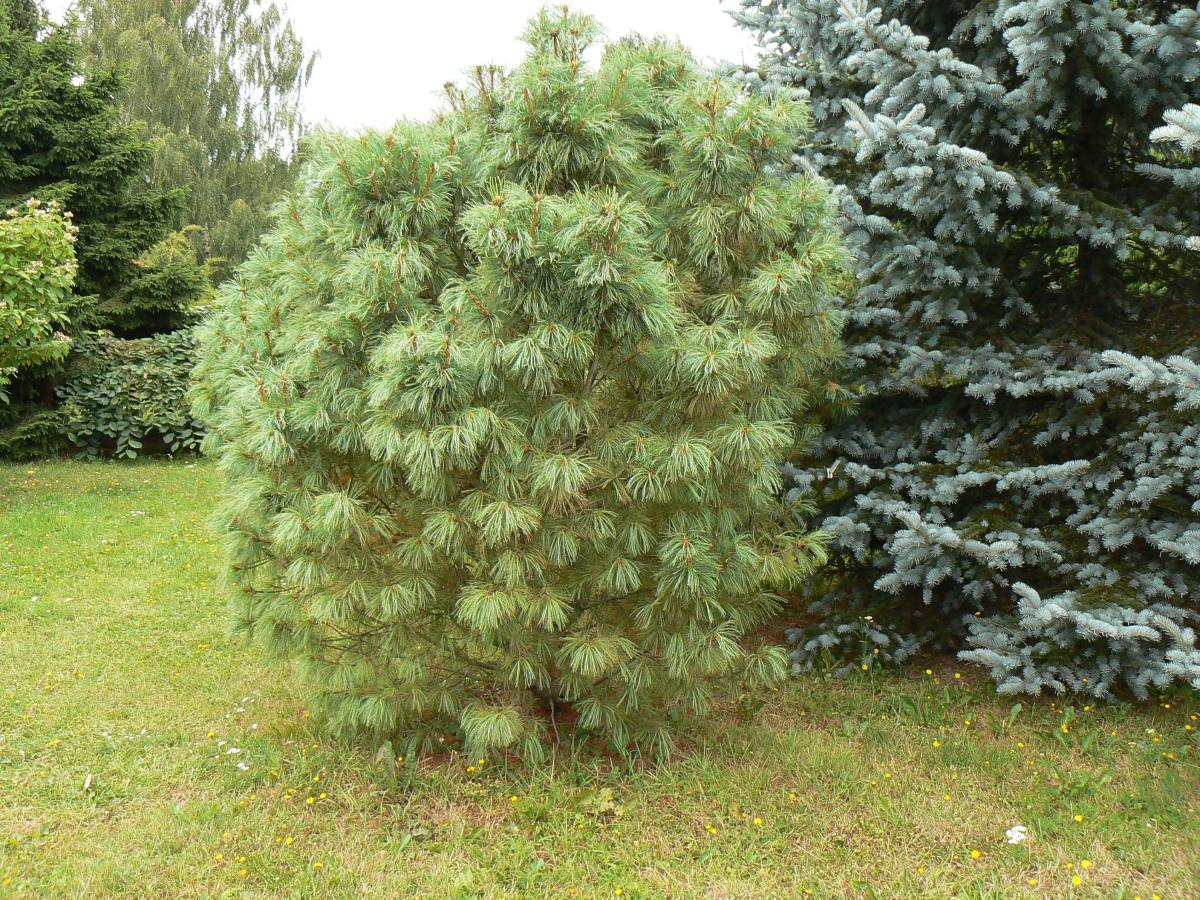
Vista del árbol

## Descripción
Se trata de un arbusto que alcanza una altura de entre 1 y 3 metros, excepcionalmente llega a los 5. Las hojas son en forma de acícula y de 4 a 6 cm de largo, formando grupos de 5. Las piñas miden entre 2.5 y 4.5 cm.
En las zonas montañosas del norte de Japón, se hibrida en ocasiones con Pinus parviflora; estas formas híbridas (Pinus x hakkodensis) son mayores que P. pumila, alcanzando una altura de entre 8 y 10 metros.

## Taxonomía
Pinus pumila fue descrita por (Pall.) Regel  y publicado en Index Seminum (LE) 1858: 23 1859.
Etimología
Pinus: nombre genérico dado en latín al pino.
pumila: del latín "enana".
Sinonimia
- Pinus cembra subsp. pumila (Pall.) Endl.
- Pinus cembra var. pumila Pall.
- Pinus cembra var. pygmaea Loudon
- Pinus nana Lemée & H.Lév.
- Pinus pumila f. auriamentata Y.N.Lee[6][7]